# Notícies Nou
Notícies Nou (abreviadamente NT9) fue el principal programa de información del canal de televisión Canal Nou, de Radiotelevisión Valenciana. Tenía tres ediciones diarias: mañana (NT9 Bon Dia), mediodía y noche. Su primera emisión se produjo el 20 de septiembre de 1989 de la mano de Xelo Miralles en los estudios del Centro de Programas de Televisión Valenciana en Burjasot. Canal Nou cesó sus emisiones el 29 de noviembre de 2013 después de que el expresidente Alberto Fabra (PPCV) decidiese cerrar el ente RTVV.

## Personas

### Directores de los servicios informativos
- Lluis Motes (2002-2007).
- Lola Johnson (2007-2010).

### Presentadores
- Xelo Miralles (1989-1997)
- Llorenç Abril (1989-1991)
- Vicent Rubio (1989-1991)
- Pilar Algarra (1989-2000)
- Ana Alarcón (1992-1993)

- Salvador Caudeli (1990-2005)
- Paloma Insa (Afectado por el ERE)
- Inma Aguilar
- Nuria Roca (1997-1999)
- César Lechiguero
- Felip Bau (1996-1999)
- Eduard Forés (1994-1997)
- Alfons Pérez
- Maribel Vilaplana (2000-2003 y 2009-2013)
- Clara Castelló (1995-2005 y 2010- 2011) (Afectada por el ERE)
- Lluis Motes (1995-2007)
- Amalia Sebastián
- Empar Recatalá( 2004-2010) (Afectada por el ERE)
- Frederic Ferri (2007-2010)
- Victoria Maso (2008- 2013)
- Vicent Juan (2004-)
- Joan Espinosa (2005-)
- Carolina Bueno (2005-2009) (Afectada por el ERE)
- Mireia Llinares (2007-)
- Susana Lliberós (Afectada por el ERE)
- Iñaki Espeso
- Eva Altaver
- Albert Alonso

### Comentaristas deportivos
- Ferran Pina (1989-2013)
- Susana Remohi
- Fermín Rodríguez
- Xavier Blasco (1997-2013)
- Toni Galindo
- Isabel Sánchez

### Reporteros y corresponsales
- Oscar Martínez

### Presentadores del tiempo
- Victoria Roselló (1989-2013)
- Alfons Pérez
- Vicent Gómez (1989-2013)
- Jordi Paya (1989-2013)
- Joan Carles Fortea (1989-2013)

## Cabeceras
La primera cabecera del espacio, tras su creación en 1989, estaba ambientada en un espacio futurista en el que el logo primitivo de Canal Nou (el 9 solo era un círculo) levitaba sobre una recreación de un mapamundi de la cual surgía una suerte de circuito integrado que lanzaba un rayo que aujereaba el círculo del 9, en un momento dado la "ceja" del logo se incrustaba en el círculo formando el 9 corporativo de la cadena junto al cual surgía la palabra Notícies.
Las próximas cabeceras que tuvieron estos informativos mantuvieron su aspecto futurista e innovador.
En marzo de 2005 se produce un cambio significafivo en las cabeceras de los informativos al cambiarse el nombre comercial del informativo de Notícies 9 o Notícies Nou a Notícies NT9 o simplemente NT9 dando le así un nombre abreviado como el de otras cadenas (TD de Telediario o TN de Telenoticias, etc.). Este hecho repercute en que la cabecera es mucho más sobria y muestra sobre un fondo naranja imágenes de la sede de RTVV en Burjasot sobre las cuales surgen formas redondeadas y palabras de color blanco y finalizando con el nuevo nombre comercial. Con el cambio de imagen corporativa en octubre de 2005 la cabecera se mantiene pero cambia el final de la misma apareciendo de nuevo la marca Notícies 9 donde el 9 era el nuevo logo de Canal 9.
En enero de 2007 se produce un nuevo cambio de cabecera, en esta nueva cabera se mantiene la sintonía de la anterior pero esta vez versionada. La iconografía consta de una gran banda roja que serpentea por un ciudad de cristal abstracta, en última instancia en un plano superior aparece inscrito sobre la banda Nt9 Notícies.
En octubre de 2008 aparece una nueva cabecera, previsiblemente diseñada para unificar todos los informativos de TVV incluidos los que se estaban gestando para el nuevo canal 24/9, la cabera consta de un mapamundi formado por rectángulos de los cuales surgen en 3D cuadros rojos que se interconectan entre ellos, tras esto el plano gira 90° hacia la derecha y los haces rojos que iban de derecha a izquierda aparecen desde abajo para darle forma al logo de Canal 9 tridimensional mientras a su izquierda aparecen las letras "NT"  A partir del 6 de septiembre de 2010, aparece la penúltima cabecera. En esta última aparecen unas esferas de color rojo en el que aparecen el nombre de las principales ciudades de la Comunitat que poco a poco se van uniendo mediante líneas y forman la silueta de la Comunitat. Al final una línea llega hasta un globo terráqueo en el que a continuación aparece Nt9 en un rectángulo y al lado notícies nou. Esta cabecera se ve reforzada con el estreno de la nueva imagen del grupo RTVV y el estreno de la nueva temporada. Finalmente, a partir del 9 de octubre del 2013, apenas un mes antes de su cierre, estrenan nueva cabecera, unos triángulos aguamarina y gris claro moviéndose hasta dar una transición al logo de la nueva temporada. La sintonía también fue modificada, siendo ésta compuesta por Vicente Chust y siguiendo un estilo menos jueguetón y más típico de informativos como los de las otras cadenas, como La 1 de RTVE.

## Enlaces
- Página de RTVV.

- Datos: Q3817076